# Norsk salmebok 2013
Norsk salmebok 2013 : for kirke og hjem (N13) är huvudpsalmboken i den Norska kyrkan. Den har getts ut av Eide förlag, och togs i bruk första söndagen i advent 2013.
Boken är delad i två delar: en del för psalmer och en för liturgiska sånger. Det finns 899 psalmer i boken och 596 är från den tidigare Norsk Salmebok, 147 från Salmer 1997. 336 texter i psalmboken är nya.
När psalmboken hade varit i bruk i ett år  sände NRK programmet Salmeboka minutt for minutt första söndagen i advent 2014. 2,2 miljoner tittare följde den 60 timmar långa sändningen.

## Psalmer i 2013 års psalmbok
- Psalmer i Norsk salmebok 2013

### Fotnoter
1. ↑  Norsk salmebok 2013 - statistik över källor och språk